# Black Clover
Black Clover (Nhật: ブラッククローバー Hepburn: Burakku Kurōbā) là một loạt shōnen manga của Nhật Bản được sáng tác bởi Tabata Yūki. Loạt truyện ban đầu được đăng thường kỳ trên tạp chí Weekly Shōnen Jump từ số tháng 2 năm 2015, sau đó biên soạn thành tankōbon bởi nhà xuất bản Shueisha và hiện đã phát hành 36 tập tại Nhật Bản. Nhà xuất bản Kim Đồng đã mua bản quyền và ấn hành manga tại Việt Nam với nhan đề gốc từ tháng 6 năm 2020. Câu chuyện xoay quanh Asta, một cậu bé không có ma pháp phấn đấu trở thành "Ma Pháp Vương " trong một thế giới thượng tôn phép thuật.
Một chuyển thể anime dạng OVA do Xebec sản xuất đã ra mắt vào ngày 27 tháng 11 năm 2016, trong khi bộ anime truyền hình do Pierrot thực hiện lên sóng từ tháng 10 năm 2017 đến tháng 3 năm 2021.

## Nội dung
Asta và Yuno là những đứa trẻ mồ côi được nuôi nấng trong một nhà thờ ở ngoại ô Vương quốc Clover. Trong một thế giới mà mọi người đều có ma lực, trong khi Asta sinh ra lại hoàn toàn không thể sử dụng ma pháp. Không giống Asta, Yuno được sinh ra như một thần đồng với ma lực to lớn đến kỳ diệu, có thể kiểm soát nó để dể dàng chiến thắng trong trận đấu, đặc biệt cậu còn là người được Phong tinh linh (tinh linh gió) lựa chọn), sau này thân phận của cậu đã được tiết lộ, cậu là hoàng tử của Vương quốc Spade. Câu chuyện theo sau Asta và Yuno khi họ cạnh tranh để xem ai sẽ trở thành Ma Pháp Vương (魔法帝 Mahoutei) mạnh nhất. Nhưng làm sao để Asta có thể trở thành một ma pháp kị sĩ mà không có ma pháp? Sau khi Asta đứng bên bờ tuyệt vọng thì cậu ấy được nhận một quyển "Sách ma pháp cỏ năm lá" vốn chứa đựng một ác quỷ bên trong, ngoài ra trong đó có 4 thanh kiếm khác nhau, mổi loại kiếm có mổi đặc tính khác nhau như: Phản ma pháp, triệt tiêu ma pháp, thu hồi ma pháp, v.v... Asta với khả năng kháng ma pháp và sức mạnh thể hình hiếm hoi nhờ rèn luyện gian khổ của mình, và Yuno với phép thuật gió và sức mạnh kỳ diệu của mình. Cả hai bắt đầu trên hành trình trở thành Ma pháp vương.

## Sản xuất

### Manga
Yūki Tabata đã giới thiệu Black Clover trong ấn bản twelfth của tạp chí Shounen manga Shounen mang tên Weekly Shōnen Jump của Shueisha vào ngày 16 tháng 2 năm 2015. Manga này là tập thứ hai của Tabata trong Weekly Shonen Jump: loạt truyện đầu tiên của ông, Hungry Joker (ハ ン グ リ ー ジ ョ ー カ ー Hangurī Jōkā?) trong tạp chí vào ngày 12 tháng 11 năm 2012, nơi nó đã chạy cho 24 chương trước khi bị hủy trong năm 2013.
Vào ngày 9 tháng 2 năm 2015, Viz Media thông báo rằng họ sẽ xuất bản ba chương đầu tiên của bộ truyện trong tạp chí kỹ thuật số Weekly Shonen Jump của họ như một phần của chương trình "Jump Start" của họ. Vào ngày 30 tháng 3 năm 2015, họ đã thông báo rằng bộ phim sẽ tham gia nhóm hàng tuần của họ, bắt đầu từ chương 4 vào ngày 6 tháng 4 và phát hành với tốc độ nhanh đến khi các chương hiện diện với Nhật Bản. Kế hoạch phát hành loạt bài in đã được công bố trong cuộc họp tại New York Comic Con vào ngày 9 tháng 10 năm 2015.

### Anime
Một bộ phim hoạt hình gốc được sản xuất bởi Xebec dựa trên bộ truyện đã được trình chiếu tại Jump Festa 2016 từ ngày 27 tháng 11 đến ngày 18 tháng 12 năm 2016. Nó sẽ được kèm với tập truyện thứ 11 manga được phát hành vào ngày 2 tháng 5 năm 2017.
Tại sự kiện Black Clover Jump Festa vào ngày 18 tháng 12 năm 2016, một bộ phim truyền hình được chuyển thể từ Pierrot đã được công bố. Nó sẽ được đạo diễn bởi Tatsuya Yoshihara, với kịch bản viết tay của Kazuyuki Fudeyasu, Itsuko Takeda đang thiết kế nhân vật và Minako Seki sáng tác nhạc. Anime sẽ được ra mắt vào ngày 3 tháng 10 năm 2017. Kankaku Piero sẽ trình diễn chủ đề mở đầu, trong khi chủ đề kết thúc là "Aoi Hono" (青 い 炎 Blue Flame?) bởi Itowokashi. Bộ phim sẽ chiếu trong 13 tập. Crunchyroll sẽ phát trực tiếp bộ phim. Funimation đã cấp phép cho loạt bài này và sẽ phát trực tuyến bản dub tiếng Anh.

## Ảnh hưởng
Tập 1 đạt vị trí thứ 23 trên bảng xếp hạng Oricon hàng tuần, với 38.128 bản được bán; tập 2 đạt vị trí thứ 17, với 61.918 bản; tập 3 cũng đạt vị trí thứ 17, với 80.462 bản; tập 4 đạt vị trí thứ 13, với 93.866 bản; tập 5 đạt vị trí thứ 15, với 108.503 bản; và tập 6 đạt vị trí thứ 11, với 118.783 bản.
Xem lại chuỗi truyện ComicsAlliance, Tom Speelman mô tả tiền đề là "nếu Harry Potter là một hiệp sĩ và cũng là người câm?" Ông đã giới thiệu nó cho người hâm mộ của Naruto và Fairy Tail, lưu ý đến những điểm tương đồng với series cũ cũng như Bleach. Ông ca ngợi khả năng của tác giả để khích lệ các nhân vật chứng khoán.
Henry Ma của Ka Leo O Hawaii ca ngợi sự hài hước và nghệ thuật của bộ truyện, lưu ý rằng bộ phim thứ hai "rất hay" và cũng tương tự như Fairy Tail.